# Geografia de l'Índia

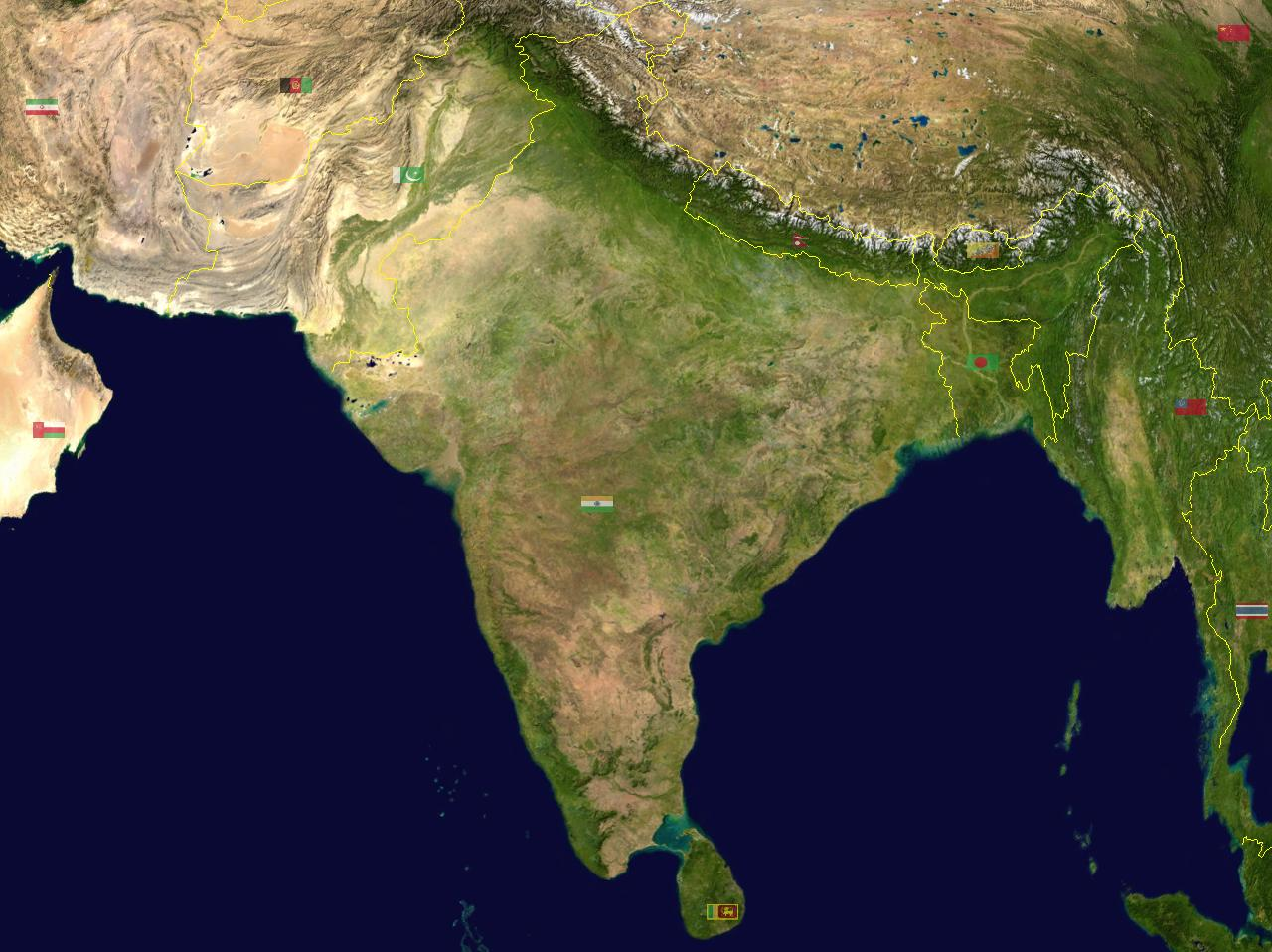
Imatge de satèl·lit de l'Índia

Mapa físic.

Mapa climatològic.

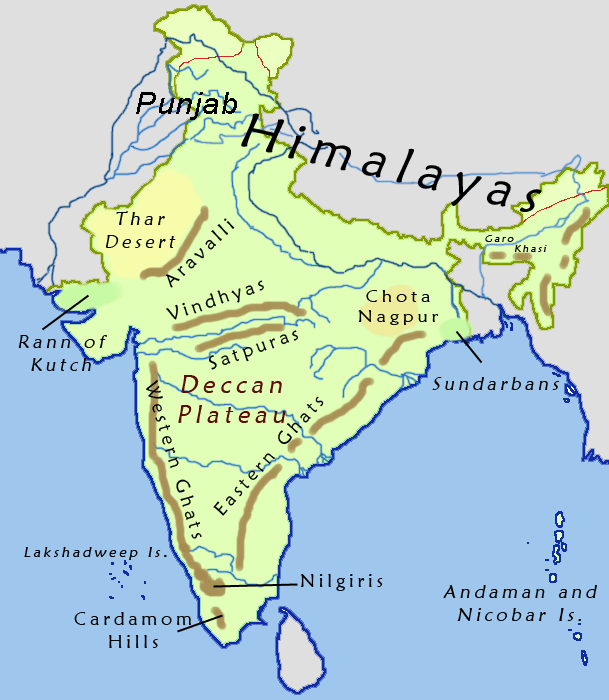
Cadenes muntanyenques de l'Índia.

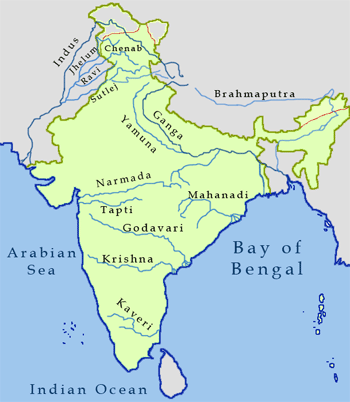
Principals rius de l'Índia.

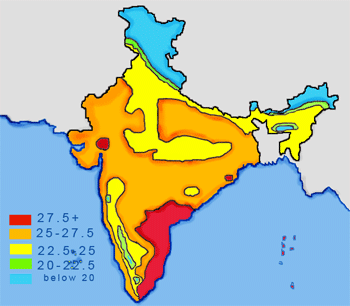
Temperatures mitjanes en °C de l'Índia.

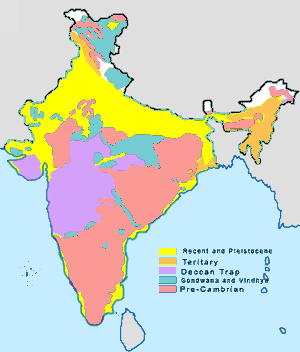
Regions geològiques.

L'Índia ocupa la porció més gran del subcontinent indi, el qual al seu torn, es troba sobre la placa tectònica índia, una placa menor de la placa indoaustraliana. Els processos geològics de l'Índia fa setanta-cinc milions d'anys, quan el subcontinent indi, aleshores part del supercontinent de Gondwana, començà a desplaçar-se —en un procés que trigà cinquanta milions d'anys— per l'oceà fins a produir una col·lisió amb la placa eurasiàtica i una subducció per sota d'aquesta, formant així l'Himàlaia, les muntanyes més alts del planeta, amb els quals limiten amb la República de l'Índia al nord i el nord-est. Al sud de l'Himàlaia, el moviment tectònic creà una vasta depressió, la qual, en ser omplida amb sediments fluvials ara forma la Plana Indogangètica. A l'est de la plana, i separat d'aquesta per la serralada dels Arāvalli, es troba el desert de Thar. La placa índia original ara conforma l'Índia peninsular, la secció més antiga i més estable, geològicament, de l'Índia. Les serralades paral·leles de Saptura i Vindhya s'estenen des del mar d'Aràbia a Gujarat a l'oest a l'Altiplà de Chota Nagpur a Jharkhand a l'est. Al sud, la resta del territori peninsular, l'Altiplà de Deccà està envoltat a l'oest i l'est per serralades costaneres, les Ghats Occidentals i les Ghats Orientals respectivament. L'altiplà conté les formacions rocoses més antigues de l'Índia, algunes amb més d'un bilió d'anys. L'Índia es troba al nord de l'equador entre les latituds 6 °44' i 35 °30' N i entre les longituds 68 °7' i 97 °25'E.
La costa de la República està integrada per una longitud de 7.517 km. corresponent a l'Índia peninsular i 2.094 km. corresponents a les illes d'Andaman, Nicobar i Lakshadweep. Segons les dades hidrogràfiques navals de l'Índia, la costa peninsular està conformada per 43% de platges arenoses, 11% de costes rocoses incloent-hi precipicis i 46% de costes fangoses.
El clima de l'Índia és força influenciat per l'Himàlaia i el desert de Thar; tots dos produeixen els monsons. L'Himàlaia prevé que els vents freds de l'Àsia central penetrin el subcontinent, produint un clima molt més càlid que la majoria dels llocs que es troben a les mateixes latituds. El Desert del Thar té un paper crucial en atreure els vents de monsó plens d'humitat del sud-est, entre juny i octubre, els quals produeixen la major part de la precipitació. Els quatre grups climàtics predominants de l'Índia són: l'humit tropical, el sec tropical, l'humit subtropcial i el clima de muntanya.

## Situació
L'Índia és una república federal del Sud d'Àsia, que comprèn —al costat del Pakistan, Bangladesh i altres països més petits— el denominat subcontinent indi o regió de l'Hindustan. És el segon país més poblat del món (després de la Xina) i el setè més extens. Des del punt de vista geogràfic no és una península.
El país s'estén al nord de l'equador entre 8° 4′ i 37° 6′ Lat N i 68° 7′ a 97° 25′ Long I. Limita al nord amb el Nepal i Bhutan; al sud amb l'estret de Palk i el golf de Mannar, que la separa de Sri Lanka i l'oceà Índic; a l'oest amb el mar d'Aràbia i el Pakistan; a l'est amb Birmània, el golf de Bengala i Bangladesh, que gairebé separa per complet el nord-oest de l'Índia de la resta del país. Oficialment denominada Bharat Ganarajiyá (República de l'Índia, en hindi), és membre de la Commonwealth. Al costat de Jammu i Caixmir (l'estatut jurídic definitiu del qual encara no s'ha determinat), l'Índia té una superfície de 3.165.596 km². La capital de l'Índia és Nova Delhi i la major ciutat és Bombai (o Mumbai).

## Hidrografia
Els rius principals que s'originen a l'Himàlaia són el Ganges i el Brahmaputra; tots dos desemboquen al Golf de Bengala. Els principals tributaris del Ganges són el Yamuna i el Kosi, les baixes gradients dels quals causen inundacions desastroses cada any. Els rius peninsulars més importants, amb gradients majors que prevenen les inundacions són el Godavari, el Mahanadi, el Kaveri i el Krishna, que també desemboquen al Golf de Bengala. Els rius Narmada i Tapti, desemboquen al mar d'Aràbia.

## Clima
Com a condicions climàtiques, tant en el sentit estacional com en el regional. Aquesta diversitat varia des de zones tropicals fins a àrees temperades; les temperatures més baixes es registren a la zona de la serralada dels Himalaies. Excepte a les regions més muntanyenques, la major part de l'Índia té un clima intertropical i subtropical. Les variacions estacionals, resultat dels monsons sud-occidentals i nord-orientals, influeixen molt en la temperatura, humitat i precipitacions en tot el subcontinent. De manera general, les estacions de l'Índia poden classificar-se com a plujoses i seques. L'estació plujosa, que va des de juny fins a novembre, és l'estació del monsó del sud-oest, vent carregat d'humitat que bufa des de l'oceà Índic i el mar d'Aràbia. El monsó comença a principis de juny en la costa occidental de la península i afecta gradualment a gairebé tot el país. Durant aquesta estació les pluges poden ser molt fortes (al llarg dels vessants dels Ghats Occidentals sovint poden arribar fins a més de 3.175 mm). A Cherrapunji, a les muntanyes Khasi del nord-est de l'Índia, les precipitacions anuals són d'uns 10.920 mm. La precipitació mitjana anual al llarg dels vessants del sud de l'Himàlaia és d'uns 1.525 mm. El monsó del sud-oest algunes vegades redueix la seva activitat, la qual cosa dona lloc a sequeres i, com a conseqüència, una disminució de la producció que provoca greus situacions de gana a la població. No obstant això, les pluges també porten efectes negatius, com per exemple la proliferació dels mosquits portadors de malària. Un altre efecte negatiu de caràcter climàtic és el contrast entre les temperatures diürnes i nocturnes, que pot causar problemes respiratoris. En general, la influència del monsó disminueix al setembre.